# Arche du souvenir
L’arche du souvenir, en anglais : Arch of Remembrance, est un mémorial de la Première Guerre mondiale, conçu par Edwin Lutyens, situé dans le parc Victoria (en), à Leicester, dans les Midlands de l'Est, en Angleterre.
L'industrie de Leicester a contribué de manière significative à l'effort de guerre britannique. Un mémorial de guerre temporaire est érigé en 1917 et un comité est formé en 1919 pour proposer un mémorial permanent. Le comité décide de nommer Edwin Lutyens comme architecte et de placer le mémorial dans le parc Victoria. La première proposition de Lutyens est acceptée par le comité, mais elle est réduite et finalement annulée en raison d'un manque de fonds. Le comité demande ensuite à Lutyens de concevoir un arc commémoratif, qu'il présente lors d'une réunion publique en 1923.
Le mémorial est une arche unique, en pierre de Portland, à quatre pieds (un tétrapyle ou quadrifrons), de 21 mètres de hauteur. Les piliers forment quatre arcades, deux grandes sur l'axe principal, de 11 mètres de haut, orientées du nord-ouest au sud-est, et deux petites sur les côtés, de 7,3 mètres de haut. Au sommet de la structure se trouve un grand dôme, en retrait par rapport au bord. Les arcs principaux sont alignés de manière que le soleil les traverse au lever du soleil, le 11 novembre, jour de l'armistice. L'intérieur de l'arche a un plafond à caissons décoratif et les pieds soutiennent des drapeaux en pierre peinte qui représentent chacune des forces armées britanniques et la marine marchande (en). L'arche est entourée de grilles décoratives en fer et complétée par l'ajout ultérieur d'un ensemble de portes, à l'entrée du parc, sur University Road et d'une paire de portes et de pavillons à l'entrée de London Road. Le mémorial de guerre se trouve à l'intersection des chemins menant aux deux entrées.

## Contexte

### L'architecte

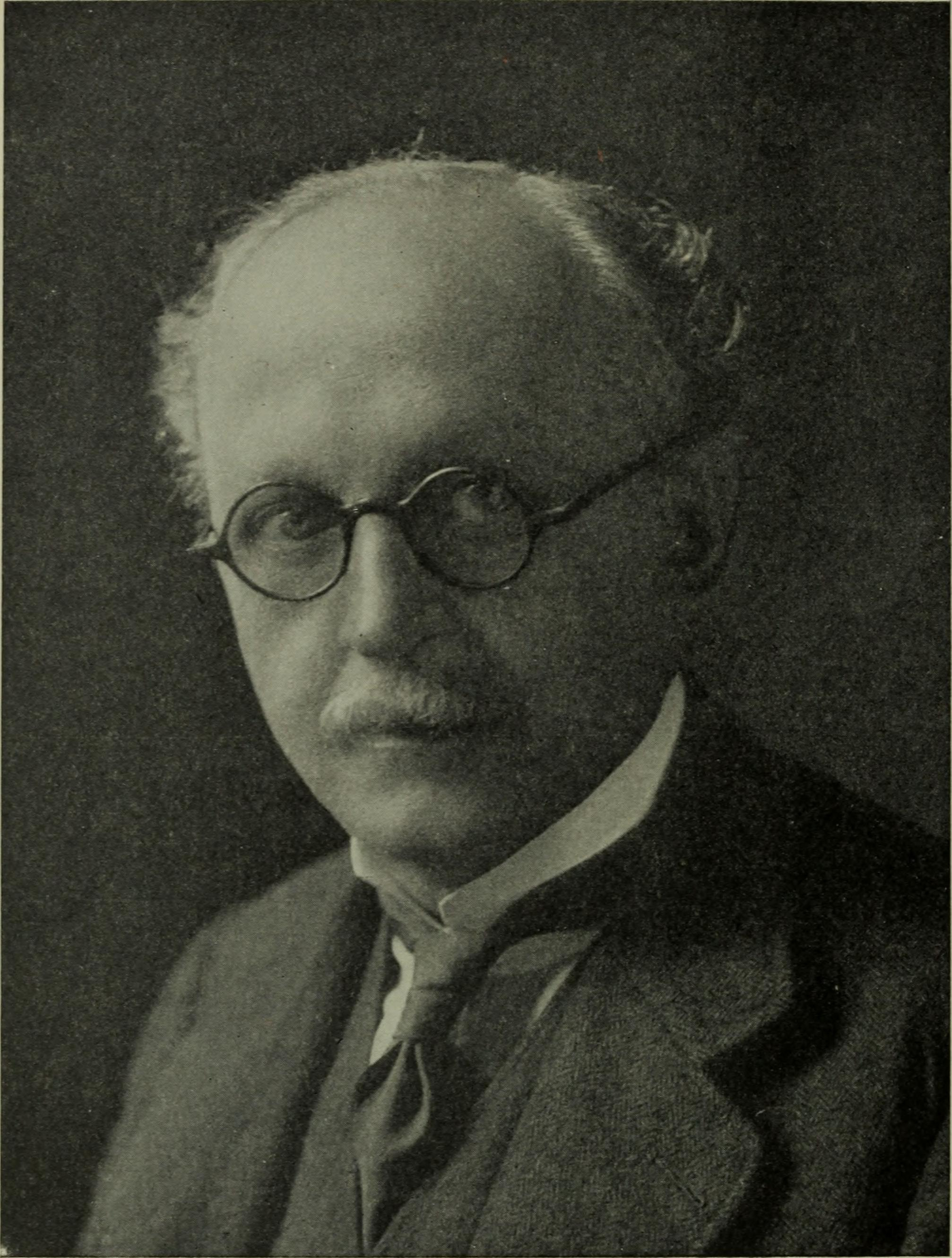
Edwin Lutyens, l'architecte engagé pour le mémorial de guerre de Leicester.

Au lendemain de la Première Guerre mondiale et de ses pertes sans précédent, des milliers de monuments de guerre sont construits dans toute la Grande-Bretagne. Parmi les concepteurs de monuments commémoratifs, les plus éminents, figure Edwin Lutyens, décrit par Historic England comme « le principal architecte anglais de sa génération ». Celui-ci commence sa carrière en dessinant de nombreuses maisons de campagne pour des clients fortunés. Alors que le monde bascule dans l’horreur de la guerre, celle-ci le marquera, dédiant une grande partie de son travail d’après-guerre à la conception de mémoriaux de guerre dont l’un d’eux deviendra un symbole du sacrifice britannique : le Cénotaphe de Londres. Cette œuvre, ainsi que pour ses travaux à l’Imperial War Graves Commission, département de l’identification des victimes et de la gestion de la mémoire des deux guerres, lui permettra de dessiner de nombreux mémoriaux de guerre.

### Parc Victoria
Le parc Victoria (en) est une zone de 35 hectares de terrain ouvert au sud-est du centre ville de Leicester. Il s'agit d'un ancien hippodrome, aménagé en parc public à la fin du XIXe siècle. Au début de la Première Guerre mondiale, cinq unités à temps partiel, de la Force territoriale sont basées à Leicester, avec des éléments du régiment royal du Leicestershire (en). Le bataillon de réserve spéciale du régiment royal du Leicestershire est envoyé pour assurer la défense côtière près du Hull, tandis que les cinq unités territoriales sont envoyées au front. Parmi les membres se trouve l'ancien député de la ville, Eliot Crawshay-Williams, qui a servi au Moyen-Orient avec le 1st Leicestershire du Royal Horse Artillery.

### Leicester et la Grande Guerre
Au début de la guerre, Leicester est une ville prospère possédant une industrie textile et de la chaussure florissante, une qualité qui lui fera relativement défaut en temps de guerre. Conséquence d’un taux de chômage réduit, le taux d’engagement l’est également. Néanmoins, la ville accueille cinq unités de réservistes de la Biritsh Army, en plus d’une partie du Régiment du Leicestershire. Tandis que la guerre continue de faire rage, la ville se métamorphose. Si l’industrie déjà présente est essentielle à l’effort de guerre, elle commence à produire des munitions, dont la première génération d’obus britannique. De plus, grâce à l’aide d’un soldat local, décoré de la Victoria Cross, le taux d’engagement dans l’Armée britannique connaît une croissance tout au long du conflit.
Alors que le pays se réveille, après 4 ans de guerre, la ville reçoit le statut de Cité par le roi George V, en 1919. Lors de la même année, celui-ci rend visite à Leicester, en compagnie de sa femme. C’est au De Montfort Hall qu’il décore les personnes ayant rendu service au pays alors que le Lord-maire est adoubé. Le roi assiste ensuite à une parade de soldats et de vétérans, dans Victoria Park, le parc adjacent au hall et l'ancienne piste de course hippique. Victime de son succès, on dénombre des milliers de blessés de guerre, d’infirmières du VAD, ainsi que des veuves et orphelins de guerre dans le public. Le rassemblement est tel que 45 minutes sont nécessaires pour rejoindre le pavillon royal,.

## Commande
Un mémorial de guerre temporaire est placé devant l'hôtel de ville de Leicester, en 1917. Une réunion publique se tient à Leicester, le 14 mai 1919, les combats ayant cessé avec l'armistice du 11 novembre 1918, qui conduit à la création d'un comité de 23 membres chargé de proposer un mémorial permanent approprié. Le comité est présidé par Henry Manners, 8e duc de Rutland, et Jonathan North, lord maire de Leicester (en), en est le vice-président. Deux sous-comités sont créés, l'un pour s'occuper des finances et l'autre pour superviser la conception. Le duc de Rutland suggère d'installer le mémorial permanent à l'extérieur de la mairie, mais cette proposition est rejetée à l'unanimité par le conseil municipal et le comité examine les sites potentiels du château de Leicester (en) et du parc Victoria.
Une suggestion d'un membre du public est examinée par le sous-comité de conception, mais en octobre 1919, le comité plénier décide de nommer Lutyens comme architecte et de construire le mémorial dans le parc Victoria, qui est la propriété du conseil municipal, depuis les années 1860, aménagé en parc public, en 1883.
Lutyens se rend sur place, le 20 octobre 1919. Il est accompagné par le duc et d'autres membres du comité pour une inspection du site choisi. Le plan initial prévoit des allées de tilleuls pour créer une cathédrale arborée (en), avec un cénotaphe (identique à celui de Londres) à l'extrémité ouest, et une pierre du Souvenir au croisement, à l'intérieur d'une enceinte circulaire murée, sur laquelle seraient inscrits les noms des morts. Les chemins, le long du tracé de la cathédrale d'arbres, seraient pavés pour accentuer la finalité de la structure. Cette proposition est acceptée et une maquette est réalisée et exposée au musée de la ville. En mars 1922, le projet est réduit en raison d'un manque de fonds et d'un manque d'enthousiasme du public pour le projet - les coûts sont estimés à 23 000 livres sterling, dont seulement 4 300 environ ont été récoltés. Lors d'une réunion publique, le 29 mars, le comité accepte d'abandonner le projet et qu'un « mémorial digne de la ville soit érigé sur le sol près des portes d'entrée principales ».
Deux jours plus tard, le comité demande à Lutyens de concevoir une arche commémorative. Lutyens indique qu'une telle arche coûterait environ 25 000 £. Il suggère d'envisager des alternatives, comme un obélisque (qu'il estime à environ la moitié du coût), mais le comité décide de procéder avec l'arche malgré le coût. Ils présentent le nouveau projet, lors d'une autre réunion publique en mai 1923. Lutyens déclare que l'arche représente l'esprit de triomphe de la ville et annoncé le nom d’« Arche du souvenir »,,
. Le nom est choisi pour éviter de donner l'impression que le mémorial serait un arc de triomphe, ce que le comité juge incompatible avec l'atmosphère de deuil des morts,.
La nouvelle proposition est approuvée et la construction du mémorial révisé commence en 1923. Les travaux sont achevés en 1925. La structure est commencée par Nine Elms Stone and Masonry Works, et achevée par Holloway Brothers (en) (qui a construit plusieurs autres monuments commémoratifs pour Lutyens, dont le cénotaphe de Southampton). En raison d'un manque de financement persistant, le Comité des monuments de guerre contracte un prêt bancaire pour payer les travaux à achever. Cinq membres du comité se portent garants,.

## Conception
Le mémorial, en pierre de Portland, est une arche de plan carré, à quatre pieds (piliers ; un tétrapylon ou des quadrifrons) qui domine le terrain plat environnant. Il mesure 21 mètres de haut, avec de grandes ouvertures en arc sur l'axe principal (du nord-ouest au sud-est) et des arcs plus petits et plus bas sur les côtés nord-est et sud-ouest. Les largeurs, hauteurs et profondeurs des arcs sont dans des proportions simples de 2:4:1 : les plus grands arcs font 5,5 m de large, 11 m de haut et 2,7 m de profondeur ; les plus petits arcs font 3,7 m de large, 7,3 m de haut et 1,8 m de profondeur. Des couronnes de pierre sont sculptées en relief sur les jambes à l'avant (côté nord-ouest, face à University Road) et à l'arrière de la plus grande arche ; à l'intérieur sont gravées les dates de la Première Guerre mondiale : MCM XIV (1914) sur le côté gauche, et MCM XIX (1919) sur la droite. La structure est surmontée d'un dôme (comble), en retrait et concave à l'avant et à l'arrière. Le blason de la ville est sculpté en relief à l'arrière, entouré de grands ornements,.
Les plus grands arcs de l'axe principal forment un plafond à caissons et à voûte en berceau, traversé par les arcs inférieurs de chaque côté. L'axe principal est aligné de manière que le soleil soit en son centre au lever du jour de l'Armistice, le 11 novembre (les arbres et les bâtiments au sud ont réduit l'horizon apparent depuis la construction du mémorial, ce qui implique que le soleil semble être légèrement décentré). Quatre drapeaux de pierre peints sont placés à l'intérieur de l'arcade, montés sur des corbeaux à l'intérieur des jambes : le drapeau de l'Union (représentant l'Armée britannique) et le drapeau de la Royal Navy (le White Ensign) à l'avant, et les drapeaux de la Marine marchande (en) (le Red Ensign) et celui de la Royal Air Force (le Royal Air Force Ensign) à l'arrière,.

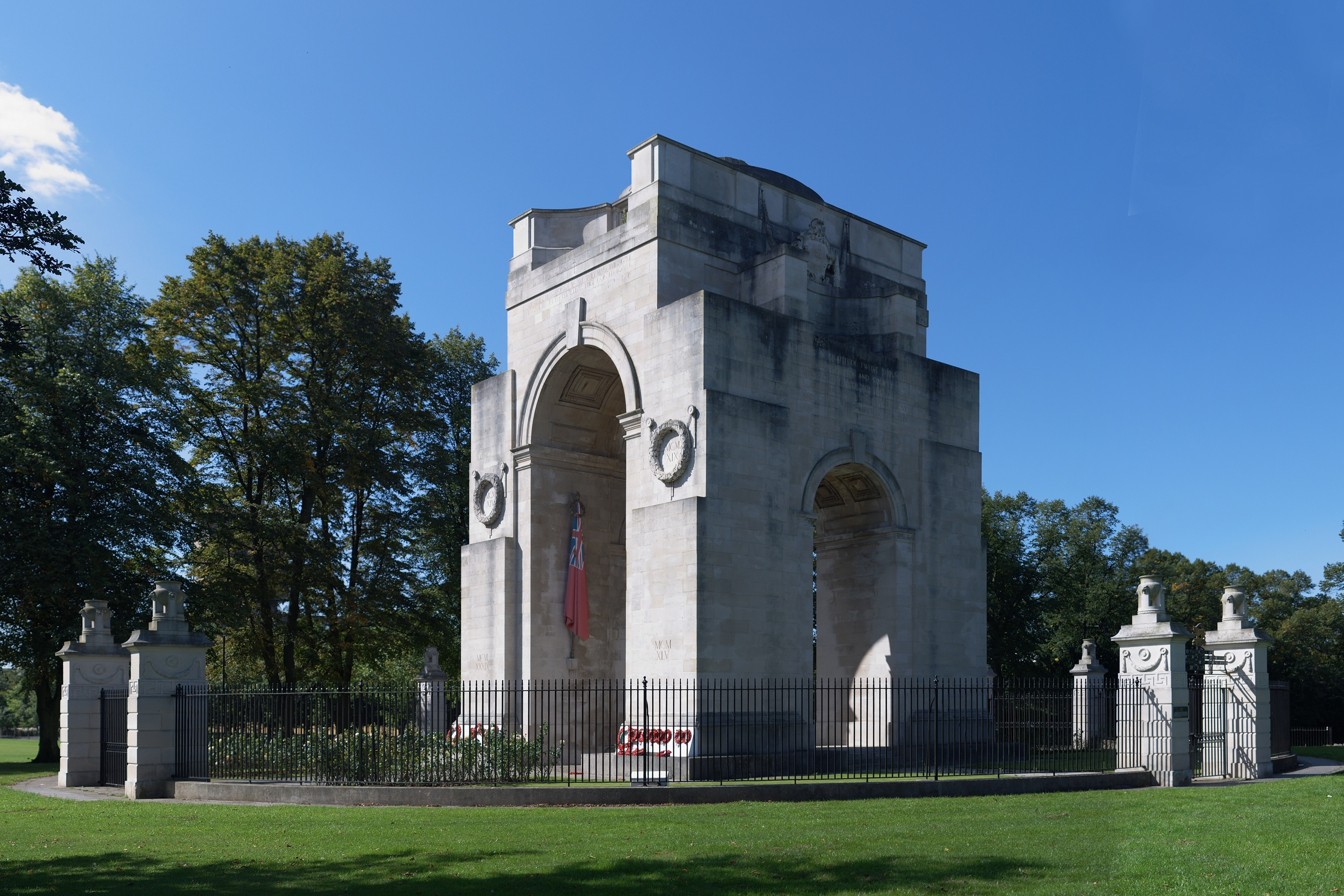
Vue oblique depuis le nord-est montrant l'arche et l'enceinte. La marche pour la paix (en Peace Walk, qui mène aux portes de l'University Road est parallèle à la limite des arbres sur la droite ; le chemin menant aux portes de London Road est derrière l'appareil photo.

Au-dessus de l'arche avant (face à University Road) se trouve l'inscription « GLORY TO GOD IN THE HIGHEST AND ON EARTH PEACE », en français : GLOIRE À DIEU AU PLUS HAUT DES CIEUX ET PAIX SUR TERRE, et de l'autre côté (face au parc), « ALL THEY HOPED FOR, ALL THEY HAD, THEY GAVE TO SAVE MANKIND – THEMSELVES THEY SCORNED TO SAVE », en français : TOUT CE QU'ILS ESPÉRAIENT, TOUT CE QU'ILS AVAIENT, ILS L'ONT DONNÉ POUR SAUVER L'HUMANITÉ - EUX-MÊMES QU'ILS ONT MÉPRISÉS POUR SAUVER, extrait de l'hymne O Valiant Hearts (en). Des inscriptions en bas, face au parc, ont été ajoutées plus tard pour afficher les dates de la Seconde Guerre mondiale : « MCM XXXIX » (1939) et « MCM XLV » (1945). Les arcs latéraux portent également des inscriptions. L'arc nord-est (à gauche, vu depuis la direction de la route de l'université) porte l'inscription suivante « REMEMBER IN GRATITUDE TWELVE THOUSAND MEN OF THIS CITY AND COUNTY WHO FOUGHT AND DIED FOR FREEDOM. REMEMBER ALL WHO SERVED AND STROVE AND THOSE WHO PATIENTLY ENDURED », en français : SOUVENIR AVEC GRATITUDE DES DOUZE MILLE HOMMES DE CETTE VILLE ET DE CE COMTÉ QUI ONT COMBATTU ET SONT MORTS POUR LA LIBERTÉ. SE SOUVENIR DE TOUS CEUX QUI ONT SERVI ET LUTTÉ ET DE CEUX QUI ONT PATIEMMENT ENDURÉ. L'arche de droite (sud-ouest) contient un extrait du poème de William Blake, And did those feet in ancient time « I WILL NOT CEASE FROM MENTAL FIGHT NOR SHALL MY SWORD SLEEP IN MY HAND TILL WE HAVE BUILT JERUSALEM IN ENGLAND'S GREEN AND PLEASANT LAND », en français : JE NE CESSERAI PAS DE ME BATTRE MENTALEMENT ET MON ÉPÉE NE DORMIRA PAS DANS MA MAIN TANT QUE NOUS N'AURONS PAS CONSTRUIT JÉRUSALEM DANS LE PAYS VERT ET AGRÉABLE DE L'ANGLETERRE,.
Le mémorial est entouré de grilles de fer, qui sont percées de quatre paires de piliers de pierre supportant des portes en face de chaque arc (l'arc n'était pas destiné à être traversé et les portes sont maintenues fermées). Les piles sont décorées de méandres (motifs de clés grecques) et de guirlandes et surmontées d'urnes en pierre, semblables à celle qui se trouve sur le monument aux morts du Royal Berkshire Regiment (en) de Lutyens à Reading,.
Les arches sont une forme de mémorial relativement peu commune, en particulier pour la Première Guerre mondiale. Celui de Leicester est l'un des trois de Lutyens et le seul en Grande-Bretagne, les deux autres étant le mémorial de Thiepval, dans la Somme, en France, (inauguré en 1932) et la porte de l'Inde (initialement appelée Mémorial de la guerre de l'Inde, inauguré en 1931) à New Delhi.
La Porte de l'Inde, en particulier, ressemble beaucoup à l'Arche du Souvenir, bien qu'elle soit presque deux fois plus haute. Le mémorial de Thiepval est une structure beaucoup plus complexe, utilisant de multiples arcs emboîtés pour former une seule arche, beaucoup plus grande,,,. Lutyens a proposé une arche avec un dôme similaire à celui de Leicester pour un mémorial de l'IWGC à Saint-Quentin en France, en 1924, bien que cette proposition ait été abandonnée, par la suite, au profit du mémorial de Thiepval. Les trois arches qui ont été construites et la proposition abandonnée partagent toutes une forte ressemblance visuelle,,,.

## Emplacement
L'arche est située sur le point le plus élevé du parc Victoria, dominant ses environs. Elle est visible de très loin, de Lancaster Road (qui mène au parc depuis le centre ville), de London Road (l'A6 (en)) et de Welford Road, les deux principales voies de sortie de Leicester, vers le sud. Au moment de la construction du mémorial, la zone était beaucoup plus ouverte et l'arche aurait été visible de plus loin, notamment de la voie ferrée, au sud-ouest. Le développement de la région au cours du XXe siècle, y compris les bâtiments de l'université de Leicester, masque aujourd'hui partiellement la vue.
Le cadre est amélioré lorsque, après la mort de sa femme, dans les années 1930, North demande à Lutyens de concevoir deux entrées processionnelles, dans le parc Victoria, menant au monument aux morts, comme cadeau à la ville. Lutyens réalise une paire de loges et de portes, à l'entrée de Granville Road du parc Victoria, au nord-est du mémorial, et un ensemble de portes et de piliers de portes au nord-ouest, menant à University Road. Les loges sont des pavillons rectangulaires d'un étage qui flanquent les portes. Les murs extérieurs sont stuqués, donnant l'effet de la pierre de taille, avec des chaînages d'angle et de grandes fenêtres à guillotine. Les deux ont des architraves au-dessus des portes et une frise pulvérisée sous les toits pyramidaux en ardoise et les grandes cheminées. Les quatre piliers des portes sont en pierre de taille, assortis aux pavillons. Ils soutiennent des portes de fer ornées qui comportent un renversement incorporant les armoiries de Leicester. Les piliers de la porte à l'entrée de l'University Road sont en pierre de Portland, assortie au mémorial, décorée de pilastres toscans et surmontée d'un entablement et de hautes urnes. Ils supportent deux portes piétonnes plus petites, une de chaque côté d'une paire centrale. Au-dessus des portes centrales se trouve un renversement, qui reprend les armoiries de la ville. Un chemin de procession mène des deux entrées au mémorial de guerre, où les deux chemins se rejoignent. Le chemin de 150 mètres de long qui mène du mémorial aux portes de la route de l'université est connu sous le nom de Peace Walk (anciennement War Memorial Approach) et est bordé de d'arbustes et de parterres de fleurs,,,.
L'accès depuis l'entrée de London Road est aménagé, en 2016, comme une approche cérémoniale du mémorial de guerre depuis l'entrée de University Road au parc Victoria.

## Histoire

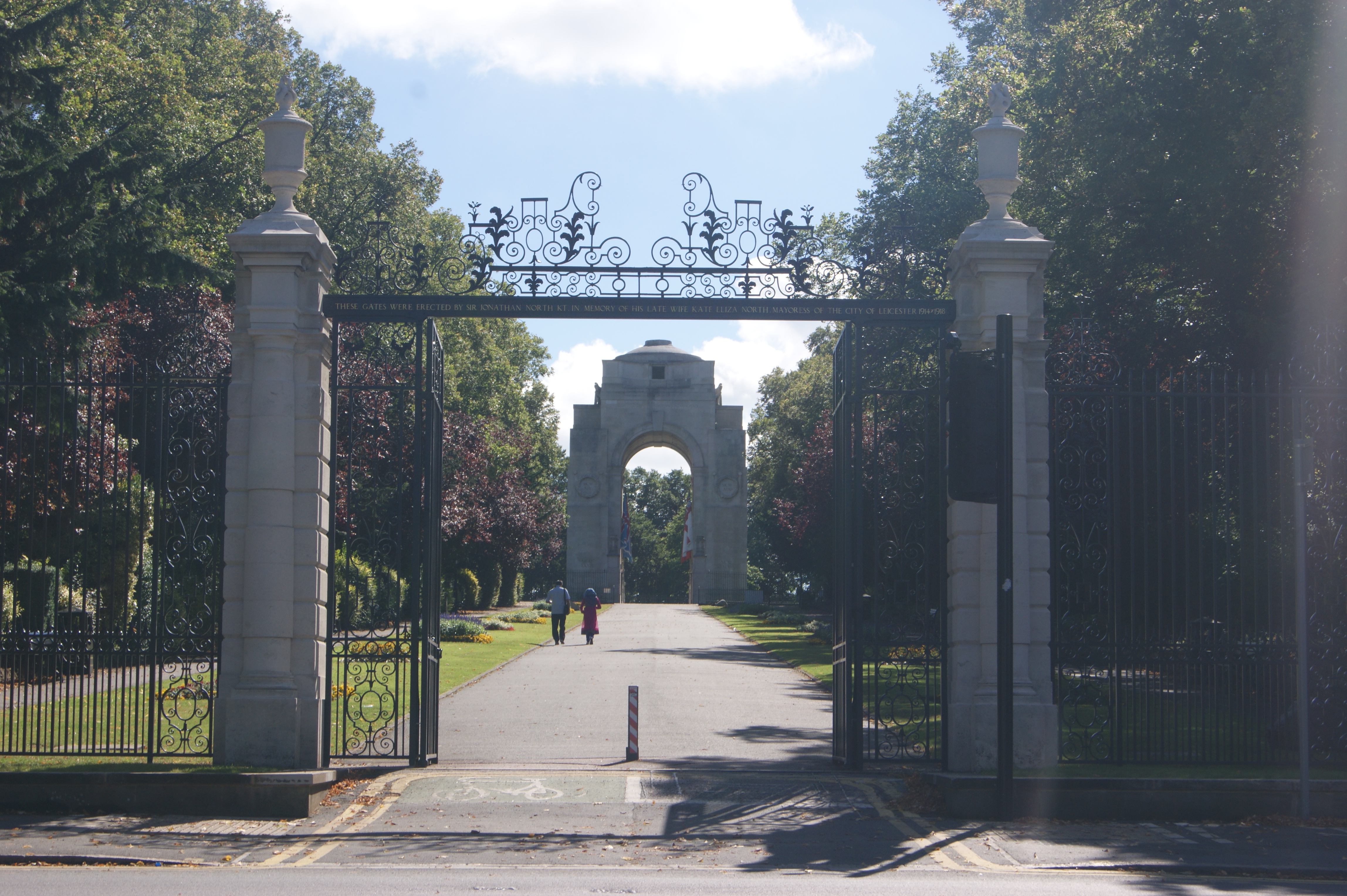
Le mémorial et la marche pour la paix vus depuis les portes de la route de l'université.

L'arche est dévoilée le 4 juillet 1925 par deux veuves locales, Elizabeth Butler et Annie Glover, devant 30 000 personnes, dont des Lutyens et des dignitaires locaux. Huit des fils de Butler ont servi dans l'armée pendant la guerre, dont quatre ont été tués au combat ; Annie Glover a perdu trois fils, ainsi que deux neveux et deux beaux-frères,. Le mémorial est dédié par Cyril Bardsley (en), évêque de Peterborough, aux 12 000 hommes de Leicester et du Leicestershire tués pendant la Première Guerre mondiale. Le coût total du mémorial s'est élevé à 27 000 livres sterling, dont 1 635 livres sterling de frais de Lutyens. Au moment de l'inauguration, seulement 16 000 livres avaient été collectées et, à la fin de 1925, le comité avait encore un déficit de 5 500 livres, que les cinq garants ont remboursé à la banque de leur propre poche,,.

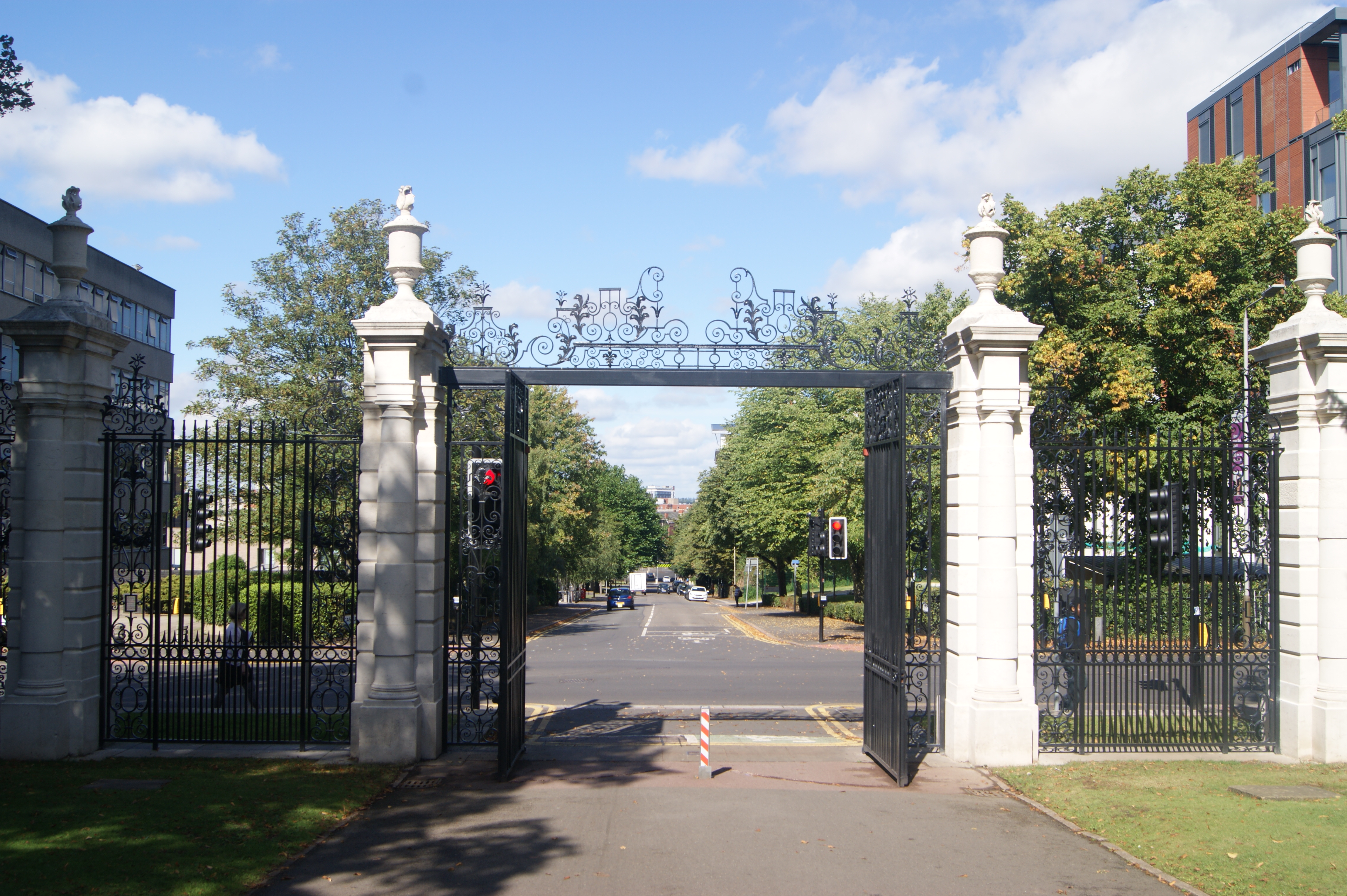
Les portes de la route de l'université, vues depuis la marche pour la paix, face au mémorial.

La somme dépensée est similaire à celle recueillie pour le cénotaphe de Rochdale, mais le comité de Leicester décide de dépenser la totalité de la somme pour un monument (plutôt qu'un fonds pour les militaires blessés ou les veuves de guerre comme à Rochdale), avec pour résultat que celui de Leicester est le plus grand monument de guerre de Lutyens, en Grande-Bretagne,,. Il est décrit par Historic England comme « le plus imposant des monuments de guerre anglais de Lutyens » et par le biographe de Lutyens, Christopher Hussey, comme l'un des monuments de guerre de Lutyens « les plus spectaculaires », « en termes d'apparence et de cadre »,. Un autre biographe, Tim Skelton, déplore que le mémorial aurait pu être encore plus impressionnant si le processus de mise en service avait été plus facile.
Lors de l'inauguration, le journal local, le Leicester Advertiser, fait l'éloge de la conception mais critique avec virulence le comité du mémorial de guerre, le décrivant comme une « honte » que « près de sept ans après la cessation des hostilités, nous devrions faire des pieds et des mains pour obtenir de l'argent afin de payer ce qui aurait dû être acheté et payé il y a au moins cinq ans. Cet argent aurait pu être obtenu assez facilement à l'époque, mais la lenteur de ceux qui avaient le contrôle et le manque de tact dans les relations avec le public ont fait échouer le tout.. »
Le document compare ce projet avec le carillon (en) érigé comme mémorial de guerre dans la ville voisine de Loughborough, et note que « Leicester, bien que huit fois plus grande que Loughborough, a eu du mal à réunir autant d'argent que Loughborough en a déjà dépensé »,.
Une cérémonie est organisée au mémorial chaque année le dimanche du souvenir. En 2017, le mémorial est jumelé avec la Porte de l'Inde à New Delhi pour honorer les membres du corps des travailleurs indiens qui ont servi pendant la Première Guerre mondiale. Dans le cadre des cérémonies, le haut-commissaire de l'Inde, en Grande-Bretagne, a déposé une couronne à l'Arche du souvenir et le haut-commissaire de Grande-Bretagne en Inde en a déposé une à la Porte de l'Inde. En 2018, le conseil municipal de Leicester a commandé une photographie de l'arche en utilisant un drone pour atteindre les parties du mémorial qui ne peuvent être vues du sol,.
L'arche a été classée au grade II des monuments classés au Royaume-Uni, en 1955, et a été reclassée au grade I, en 1996. Les portes et les piliers de la porte menant à University Road sont classés séparément au grade II. Le parc Victoria lui-même est inscrit au grade II sur le Registre des parcs et jardins historiques (en). Le statut d'inscription offre une protection juridique contre la démolition ou la modification ; le grade II s'applique aux « bâtiments particulièrement importants présentant un intérêt plus que particulier » et concerne environ 5,5 % des bâtiments inscrits. Le grade I est réservé aux bâtiments « d'intérêt exceptionnel » et ne s'applique qu'à 2,5 % des inscriptions. L'arche du souvenir est l'une des 44 œuvres figurant dans une collection nationale de monuments de guerre de Lutyens, désignée par Historic England, en novembre 2015, dans le cadre des commémorations du centenaire de la Première Guerre mondiale,,,.

### Livres
- (en) Colin Amery et al., Lutyens : The Work of the English Architect Sir Edwin Lutyens, Londres, Arts Council of Great Britain, 1981, 200 p. (ISBN 978-0-7287-0303-2).
- (en) Ben Beazley, Four Years Remembered : Leicester During the Great War, Derby, The Breedon Books Publishing Company, 1998 (ISBN 978-1-85983-182-3).
- (en) Derek Boorman, At the Going Down of the Sun : British First World War Memorials, York, Sessions of York, 1988, 172 p. (ISBN 978-1-85072-041-6)
- (en) Derek Boorman, A century of remembrance : one hundred outstanding British war memorials, Barnsley, Pen  Sword Military, 2005, 230 p. (ISBN 978-1-84415-316-9)
- (en) Alan Borg, War Memorials : From Antiquity to the Present, Londres, Leo Cooper, 1991, 153 p. (ISBN 978-0-85052-363-8)
- (en) Jane Brown, Lutyens and the Edwardians : An English Architect and His Clients, Viking Press, 1996, 276 p. (ISBN 978-0-670-85871-2).
- (en) Ana Carden-Coyne, Reconstructing the body : classicism, modernism, and the First World War, Oxford, Oxford University Press, 2009, 344 p. (ISBN 978-0-19-954646-6, lire en ligne)
- Terry Cavanagh et Alison Yarrington, Public Sculpture of Leicestershire and Rutland, Liverpool, Liverpool University Press, coll. « Public Sculpture of Britain », 2000, 420 p. (ISBN 978-0-85323-655-9)
- Jim Corke, War Memorials in Britain, Oxford, Shire Publications, 2005, 64 p. (ISBN 978-0-7478-0626-4)
- Jeroen Geurst, Cemeteries of the Great War by Sir Edwin Lutyens, Rotterdam, 010 Publishers, 2010, 470 p. (ISBN 978-90-6450-715-1, lire en ligne)
- Roderick Gradidge, Edwin Lutyens : Architect Laureate, Londres, George Allen & Unwin, 1981 (ISBN 978-0-04-720023-6)
- Christopher Hussey, The Life of Sir Edwin Lutyens, Woodbridge, Suffolk, The Antique Collectors' Club (first published 1950 by Country Life), 1989, Reprinted éd., 602 p. (ISBN 978-0-907462-59-0)
- Alex King, Memorials of the Great War In Britain : The Symbolism and Politics of Remembrance, Oxford, Berg Publishers, 1998 (ISBN 978-1-85973-988-4)
- Nikolaus Pevsner et Elizabeth Williamson, Leicestershire and Rutland, New Haven, Connecticut, Yale University Press, coll. « The Buildings of England », 2003, 576 p. (ISBN 978-0-300-09618-7, lire en ligne)
- (en) Matthew Richardson, Leicester in the Great War, Barnsley, Pen and Sword Military, 2014, 172 p. (ISBN 978-1-78303-289-1, lire en ligne). .
- Jane Ridley, Edwin Lutyens : His Life, His Wife, His Work, Londres, Pimlico, 2003, Pimlico éd., 484 p. (ISBN 978-0-7126-6822-4)
- Tim Skelton et Gerald Gliddon, Lutyens and the Great War, Londres, Frances Lincoln Publishers, 2008, 224 p. (ISBN 978-0-7112-2878-8)
- Gavin Stamp, The Memorial to the Missing of the Somme, Londres, Profile Books, 2007, paperback éd., 214 p. (ISBN 978-1-86197-896-7, lire en ligne)
- Jay Winter, Sites of Memory, Sites of Mourning : The Great War in European Cultural History, Cambridge, Cambridge University Press, 2014, Canto Classics éd., 320 p. (ISBN 978-1-107-66165-3, lire en ligne)

### Magazine
- (en) Dennis Radford et Douglas Cawthorne, « Unlocking Lutyens: a gateway to the hidden legacy of John Pell and Sir Christopher Wren », ARQ: Architectural Research Quarterly, vol. 12, no 1,‎ 15 avril 2008, p. 69-85 (ISSN 1474-0516, DOI 10.1017/S1359135508000948, hdl 2086/5636, lire en ligne [PDF], consulté le 7 juillet 2020).

### Source de la traduction
- (en) Cet article est partiellement ou en totalité issu de l’article de Wikipédia en anglais intitulé « Arch of Remembrance » (voir la liste des auteurs).